# Петрич-Кале
Петрич Кале — ранневизантийская и средневековая болгарская крепость, расположенная к востоку от белославского села Разделна, Варненская область.

## Местоположение
Крепость расположена на высокой каменной террасе над селом Разделна, являющейся частью плато Аврен. Добраться до неё можно через село Разделна, по обозначенной туристической тропе. Северо-восточнее крепости находится охраняемая природная территория Петрича.
13 сентября 2015 года на краю каменного венка был установлен и освящён металлический крест, в память о наводнении, произошедшем в селе 1 февраля 2015 года.

## Историческая справка
Крепость была построена в V—VI веках как часть ранневизантийской оборонительной системы. В период Первого Болгарского царства она, вероятно, перестала функционировать как оборонительный объект, и в окрестностях него были построены славянские поселения. Впервые крепость упоминается в трудах арабского путешественника и географа Мухаммада аль-Идриси в 1154 году:
От Барнаса на запад до города Батарни (Петрин) по суше — 30 миль. Последний — цветущий, средней величины красивый город.

Оригинальный текст (болг.)От Барнас на запад до град Батарни (Петрин) на сушата – 30 мили. Последният е цветущ град, средно голям, хубав град.
В годы византийского владычества крепость снова функционировала, а во время Второго Болгарского царства процветала. Завоёвана османами в 1388 году.
7 ноября 1444 года войска Крестового похода на Варну достигли крепости Петрич. В результате штурма погибло множество людей, но пленные венгры и славяне были освобождены и вернулись на родину за Дунай. Считается, что болгарские союзники присоединились к крестоносцам после этой битвы. Филипп Каллимах в своих трудах сообщает о боевой доблести польского рыцаря Лешко Бобжицкого.
Исследования крепости проводились в 1970-е годы. Возобновили их только во втором десятилетии XXI века.

## Описание
Согласно историческим данным и современным находкам, крепость Петрич в XV веке была окружена тройной стеной, глубокими рвами и крутым скалистым откосом. Крепость естественно защищена с запада и севера отвесными труднодоступными скалами высотой до 35 метров. С востока и частично с юга крепость защищена глубокими крутыми оврагами. Добраться до неё можно только с юга, через узкую скалистую полосу, соединяющую её с плато Аврен. Она имела две прямоугольные башни размером 11 на 9 метров на расстоянии 50 метров друг от друга, сегодня сохранившиеся до высоты 7 метров. В другой большой башне, защищавшей подход к крепости, были найдены керамические изделия и кости животных.
На одной из башен крепости сохранились остатки стены высотой 5-6 метров. Сохранились две крепостные стены высотой 5-6 метров. Обнаружена небольшая однонефная церковь и могилы вокруг неё. Также обнаружены жилые дома XI—XII веков.
Интересной достопримечательностью является вырубленная в скале лестница длиной около 20 метров. Она ведет к двум огромным водохранилищам вместимостью более 700 м3.
Также были обнаружены различные артефакты, такие как стрелы, кольца, монеты, пояса, украшения, различные железные предметы.

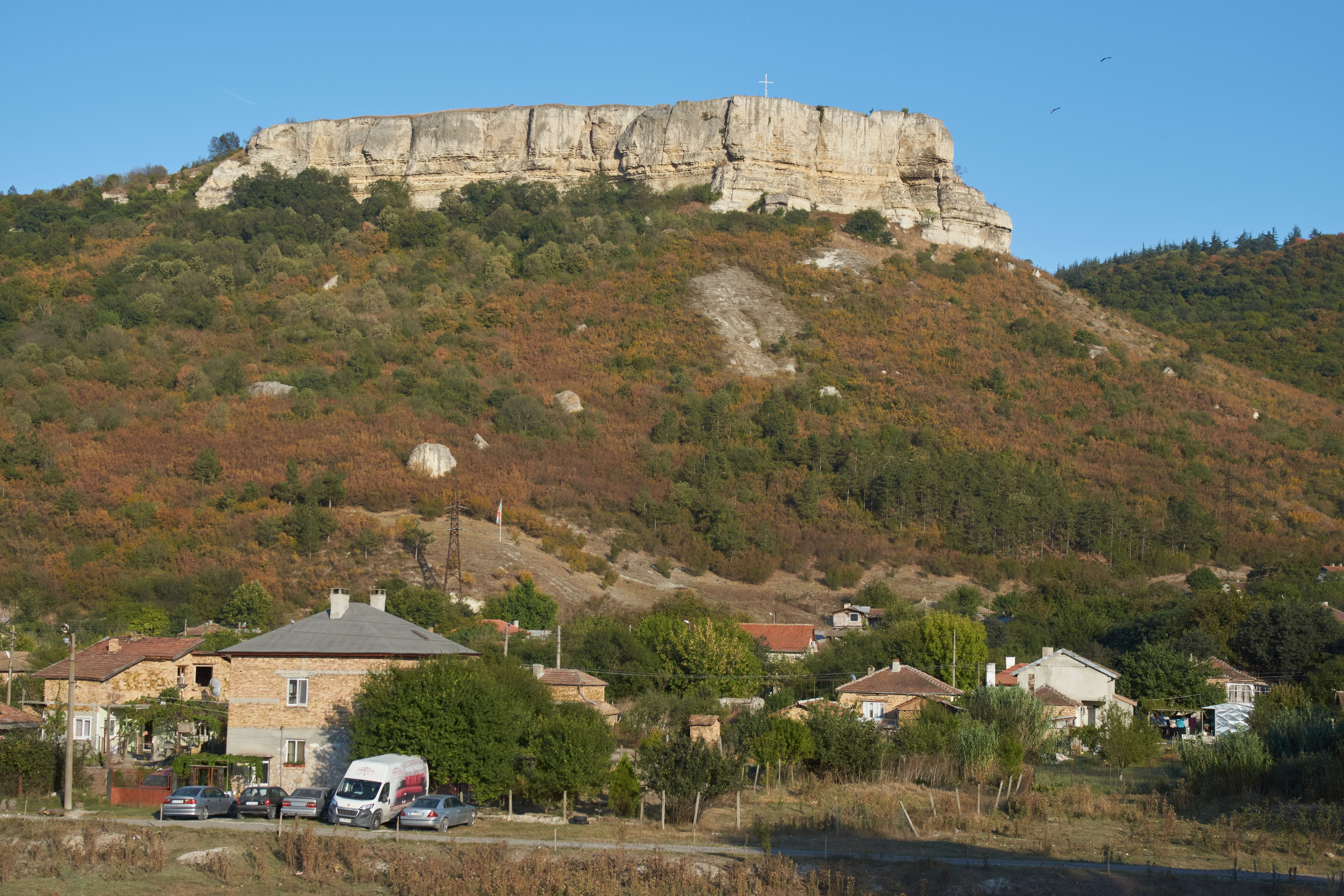
Скала над селом Разделна, на которой расположена крепость
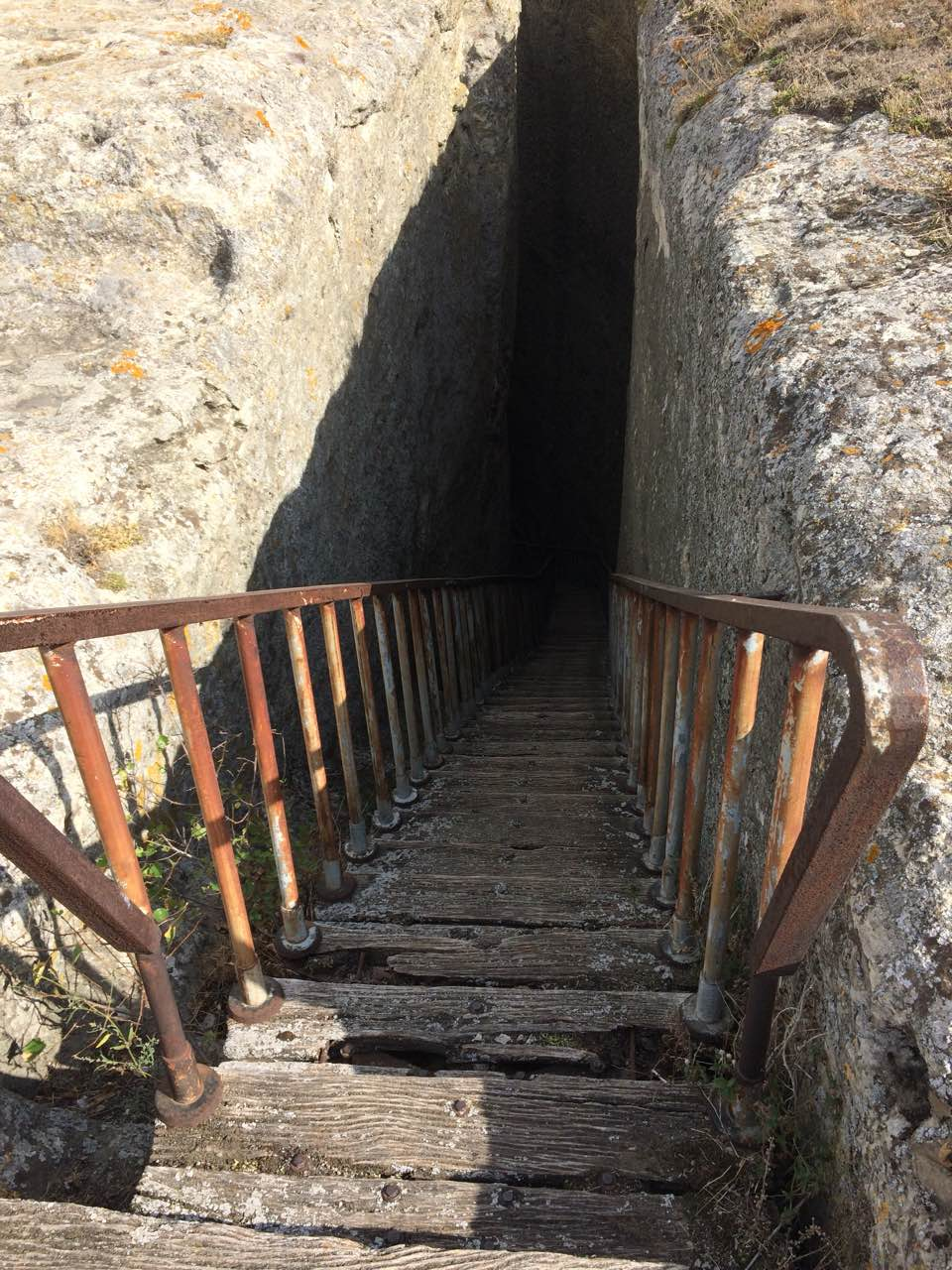
Вырубленная в скале лестница к колодцу крепости
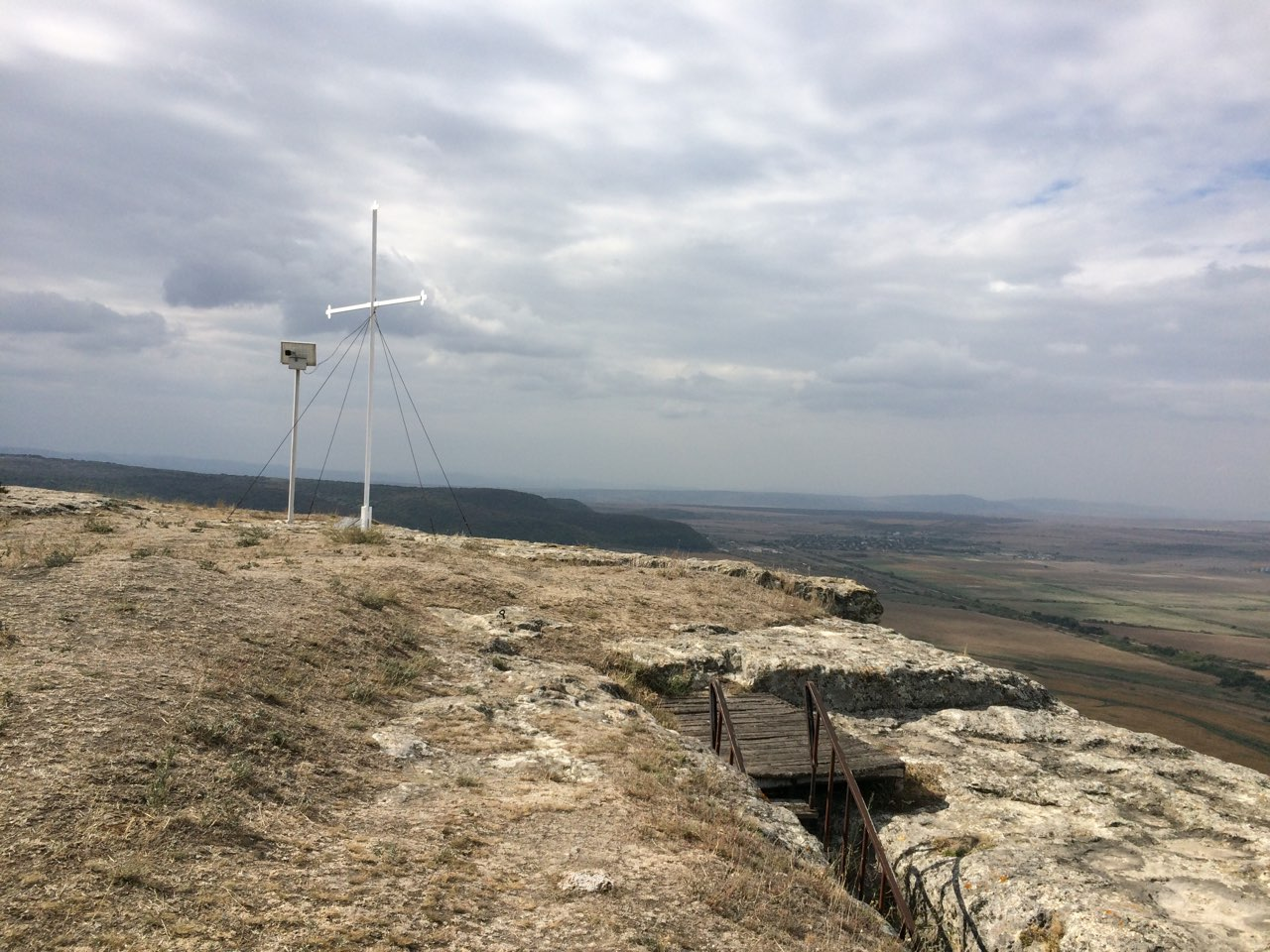
Металлический крест
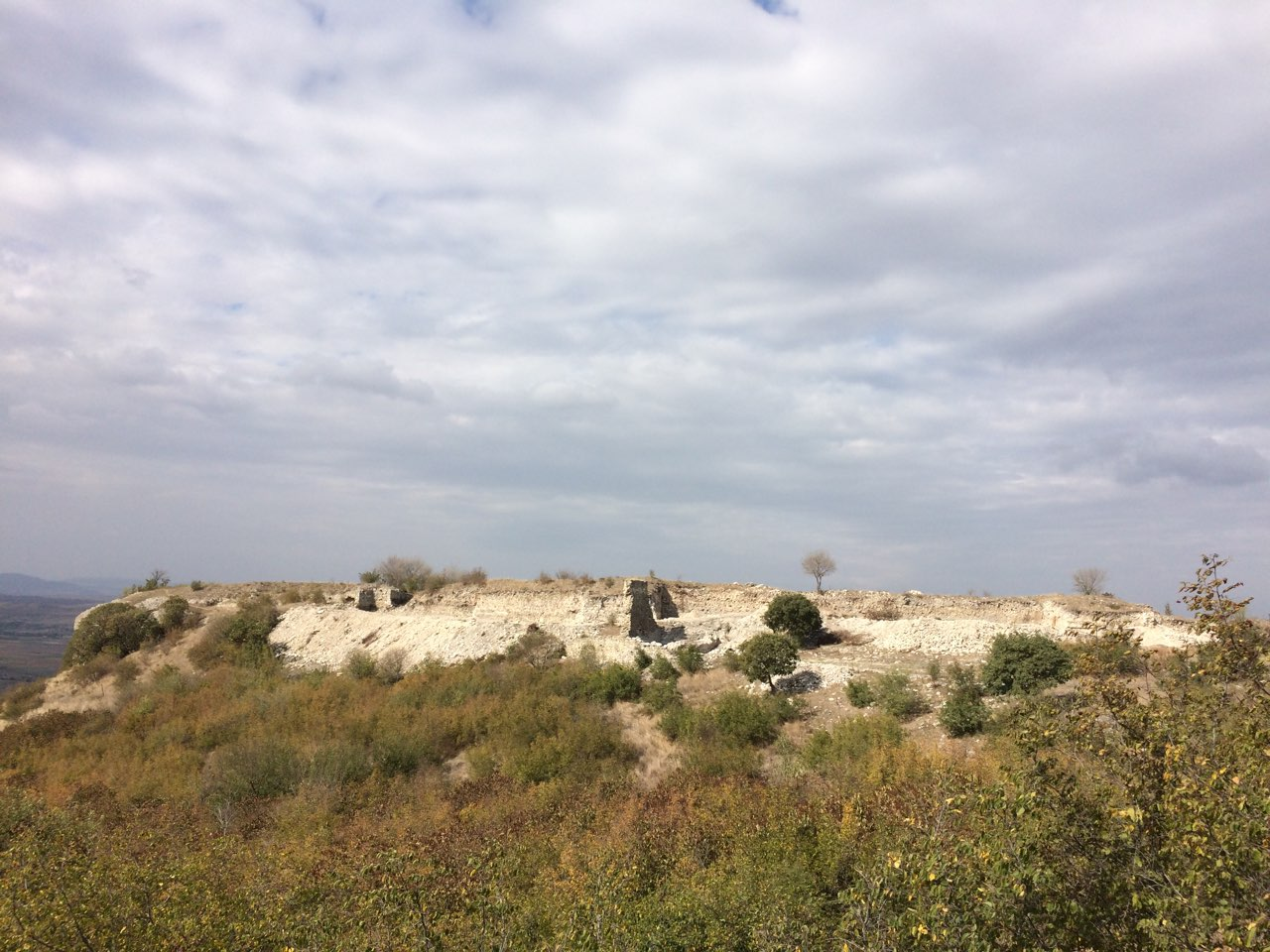
Остатки крепости